# بخش مرکزی شهرستان بردسیر
بخش مرکزی شهرستان بردسیر یکی از بخش‌های این شهرستان واقع در استان کرمان ایران است.

## تقسیمات
- بخش مرکزی شهرستان بردسیر
  - دهستان کوه پنج
  - دهستان مشیز